# Posen (Michigan)
Posen é uma vila localizada no estado americano de Michigan, no Condado de Presque Isle.

## Demografia
Segundo o censo americano de 2000, a sua população era de 292 habitantes.
Em 2006, foi estimada uma população de 278, um decréscimo de 14 (-4.8%).

## Geografia
De acordo com o United States Census Bureau tem uma área de
2,6 km², dos quais 2,6 km² cobertos por terra e 0,0 km² cobertos por água. Posen localiza-se a aproximadamente 243 m acima do nível do mar.

## Localidades na vizinhança
O diagrama seguinte representa as localidades num raio de 36 km ao redor de Posen.